# Entomobrya kalakaua
Entomobrya kalakaua är en urinsektsart som beskrevs av Carpenter 1904. Entomobrya kalakaua ingår i släktet Entomobrya och familjen brokhoppstjärtar. Inga underarter finns listade i Catalogue of Life.